# Gabriel Ebert
Gabriel Ebert (geboren in Denver, Colorado, Vereinigte Staaten) ist ein US-amerikanischer Musicaldarsteller und Schauspieler.

## Karriere
Gabriel Ebert, Sohn eines Pfarrers und einer Ergotherapeutin, wuchs in Lakewood, einem Vorort von Denver, auf. Bereits als Kind sammelte er erste Bühnenerfahrung als Mitglied eine Opernchores sowie in der Rolle des Amahl in mehreren Produktionen von Amahl and the Night Visitors. 2009 schloss er seine Ausbildung an der Juilliard School ab.
Als Swing für die Rolle des Ken in Red gab er 2010 sein Broadwaydebüt, im gleichen Jahr spielte er als Erstbesetzung Stanley in Brief Encounter. Der Durchbruch gelang ihm 2012 als Leo in Amy Herzogs 4000 Miles, wofür er mit einem Obie Award ausgezeichnet wurde. Diesem Arrangement folgte seine Besetzung als Mr. Wormwood im Musical Matilda, die mit dem Tony Award als bester Nebendarsteller ausgezeichnet wurde. Seine erste größere Rolle in einem Film spielte er 2015 in Jane Wants a Boyfriend als Freund der Titelfigur.

## Theater
- 2009: The Sacrifices[5]
- 2010: Red (Broadway) als Swing für Ken
- 2010: Brief Encounter (Broadway) als Stanley und Swing für Alec
- 2011 & 2012: 4000 Miles als Leo[6][7]
- 2011: Suicide, Incoperated als Jason[8]
- 2011: Prometheus Bound als Hephaistos/Hermes[9]
- 2013: Matilda (Broadway) als Mr. Wormwood
- 2014: Casa Valentina (Broadway) als Jonathon/Miranda
- 2015: Thérèse Raquin (Broadway) als Camille Raquin

## Filmografie
- 2015: Ricki – Wie Familie so ist (Ricki and the Flash)
- 2015: The Family Fang
- 2015: Jane Wants a Boyfriend
- 2016: The Interestings (Fernsehfilm)
- 2019: Mr. Mercedes (Fernsehserie)
- 2020: Neues aus der Welt (News of the World)

## Auszeichnungen
- Obie Awards 2012 für seine schauspielerische Leistung in 4000 Miles
- Tony Awards 2013 ausgezeichnet als „Best Featured Actor in a Musical“